# Johannes Hedman
Johannes Hedman, född 1700 i Heda församling, Östergötlands län, död 16 april 1773 i Västra Hargs församling, Östergötlands län, var en svensk präst.

## Biografi
Johannes Hedman föddes 1700 i Heda församling. Han blev 1720 student vid Lunds universitet och prästvigdes 1731. Hedman blev pastorsadjunkt i Heda församling och 1733 komminister i församlingen. År 1746 blev han adjunkt i Västra Hargs församling med försäkran om att efterträda sin svärfar. Han blev 1748 kyrkoherde i församlingen. Hedman var respondent vid prästmötet 1751 och blev 1758 prost. Han avled 1773 i Västra Hargs församling.

### Familj
Hedman gifte sig första gången med Magdalena Schorelius, som var dotter till kyrkoherden i Västra Harg Mathias Schorelius. Hedman gifte sig andra gången med Anna Margaretha Ridderborg. De fick tillsammans barnen assistenten Emanuel Hedman, Anna Hedman som gifte sig med komministern Andreas Kyhlstedt i Harstads församling och Maria Catharina Hedman som gifte sig med regementspastorn vid Östgöta infanteriregemente Anders Egnell.